# Catherine Boursier
Catherine Boursier (* 11. Mai 1953 in Le Plessis-Trévise) ist eine französische Politikerin der Parti socialiste.
Boursier erwarb das Diplom für Verwaltungswissenschaften am Institut régional d’administration in Metz und war daraufhin neun Jahre lang als Mitarbeiterin im Generalsekretariat für regionale Angelegenheiten von Lothringen tätig. Danach war sie als Fachberaterin im Kabinett des Staatsministers für Raumordnung und industrielle Umstrukturierung zuständig. In den 1990er Jahren war sie Generaldirektorin der Kommunalbehörden von Pont-à-Mousson und Liverdun, danach leitete sie sechs Jahre lang das Kabinett des Präsidenten des Generalrates im Département Meurthe-et-Moselle. Seit 2005 ist sie Direktorin des regionalen Naturparks von Lothringen.
Boursier gehört der PS seit 1989 an. Dort war sie Verbandssektretärin für Raumordnung und nachhaltige Entwicklung im Département Meurthe-et-Moselle. Von 1995 bis 2008 war sie Bürgermeisterin der kleinen Gemeinde Champey-sur-Moselle. Im Mai 2008 rückte sie für die ausgeschiedene Adeline Hazan in das Europäische Parlament nach. im Jahr darauf schied sie aus dem Parlament aus, nachdem die Wiederwahl scheiterte. Seit 2008 ist sie stellvertretende Bürgermeisterin von Champey-sur-Moselle und dort auch Finanzbeauftragte.